# WTA Challenger Series 2018
In der folgenden Tabelle werden die Damenturniere der WTA Challenger Series der Saison 2018 dargestellt.
Auf dem Veranstaltungskalender des Jahres standen in dieser Kategorie mehrere Turniere.

## Turnierplan
| Datum                          | Ort           | Turnier                                  | Preisgeld | Belag             | Siegerin Einzel        | Siegerinnen Doppel                      |
| ------------------------------ | ------------- | ---------------------------------------- | --------- | ----------------- | ---------------------- | --------------------------------------- |
| 22. – 28. Januar 2018          | Newport Beach | Oracle Challenger Series – Newport Beach | $150.000  | Hartplatz         | Danielle Collins       | Misaki Doi Jil Teichmann                |
| 26. Februar – 4. März 2018     | Indian Wells  | Oracle Challenger Series – Indian Wells  | $150.000  | Hartplatz         | Sara Errani            | Taylor Townsend Yanina Wickmayer        |
| 16. – 22. April 2018           | Zhengzhou     | Biyuan Cup Zhengzhou Women’s Tennis Open | $125.000  | Hartplatz         | Zheng Saisai           | Duan Yingying Wang Yafan                |
| 30. April – 5. Mai 2018        | Anning        | Kunming Open                             | $125.000  | Sand              | Irina Chromatschowa    | Dalila Jakupović Irina Chromatschowa    |
| 5. – 10. Juni 2018             | Bol           | Croatia Bol Open                         | $125.000  | Sand              | Tamara Zidanšek        | Mariana Duque Mariño Wang Yafan         |
| 3. – 9. September 2018         | Chicago       | Oracle Challenger Series – Chicago       | $150.000  | Hartplatz         | Petra Martić           | Mona Barthel Kristýna Plíšková          |
| 29. Oktober – 4. November 2018 | Mumbai        | L&T Mumbai Open                          | $125.000  | Hartplatz         | Luksika Kumkhum        | Natela Dsalamidse Weronika Kudermetowa  |
| 5. – 11. November 2018         | Limoges       | Engie Open de Limoges                    | $125.000  | Hartplatz (Halle) | Jekaterina Alexandrowa | Weronika Kudermetowa Galina Woskobojewa |
| 11. – 18. November 2018        | Taipeh        | Taipei OEC Open                          | $125.000  | Teppich (Halle)   | Luksika Kumkhum        | Ankita Raina Karman Kaur Thandi         |
| 10. – 18. November 2018        | Houston       | Oracle Challenger Series – Houston       | $150.000  | Hartplatz         | Peng Shuai             | Maegan Manasse Jessica Pegula           |